# Йота Південного Трикутника
ι Південного Трикутника (йота Південного Трикутника, ι TrA — скорочення від лат. ι Trianguli Australis) — потрійна зоряна система у сузір'ї Південного Трикутника, розташована на відстані близько 132 світлових років (40 парсек) від Сонця.
Вона виглядає жовто-білою зорею.

## Властивості
Головним компонентом системи є ι Південного Трикутника A, яка являє собою спектроскопічно-подвійну зорю з видимою зоряною величиною +5,28 (її можна побачити на нічному небі неозброєним оком). Обидва компоненти подвійної зорі — жовто-білі зорі спектрального класу F. Орбітальний період — 39,8 діб. Одна з зір цієї подвійної системи класифікується як змінна типу γ Золотої Риби, її світність змінюється на 0,12 величини з періодом 1,45 днів. Третій компонент зоряної системи, ι Південного Трикутника B, — зоря майже 10-ї зоряної величини, віддалена від головної зорі на 20 кутових секунд.